# ورتووا
ورتووا (به ایتالیایی: Vertova) یک کومونه در ایتالیا است که در استان برگامو واقع شده‌است.

## خصوصیات
ورتووا ۱۵٫۸ کیلومترمربع مساحت و ۴٬۷۹۳ نفر جمعیت دارد و ۳۹۷ متر بالاتر از سطح دریا واقع شده‌است.